# Eliška Krásnohorská
Eliška Krásnohorská (ur. 18 listopada 1847 w Pradze, zm. 26 listopada 1926 tamże) – czeska feministka, pisarka, poetka i krytyczka literacka.

## Życiorys
Pochodziła z rodziny rzemieślników. Jej rodzicami byli Ondřej Pech i Dora Vodvářková. Miała siedmioro rodzeństwa. Odebrała podstawowe wykształcenie, ale konsekwentnie poszerzała swoją wiedzę. W latach 1875–1891 była redaktorką czasopisma Ženské listy, w latach 1891–1910 przewodniczącą Ženského výrobního spolku (Stowarzyszenia Producentów Kobiecych), a w 1890 roku założycielką pierwszej szkoły średniej dla dziewcząt w Austro-Węgrzech Minerva. W 1922 otrzymała doktorat honoris causa Uniwersytetu Karola w Pradze.

## Twórczość
Do tworzenia zachęciła ją Karolína Světlá. Krásnohorská jest autorką librett do szeregu oper Bedřicha Smetany: m.in. do Pocałunku, Sekretu, Ściany diabła oraz Violi. Pisała utwory dla dzieci. Tłumaczyła utwory Aleksandra Puszkina (Borys Godunow) i George’a Gordona Byrona (Wędrówki Childe Harolda). Przełożyła Pana Tadeusza Adama Mickiewicza. Przekład epopei szlacheckiej Mickiewicza pióra Krásnohorskiej był pierwszą czeską wersją tego dzieła. Był on uznawany za jedno z największych osiągnięć sztuki tłumaczenia w ówczesnych Czechach. Praca nad przekładem zajęła jej prawie dziesięć lat i wydano go w 1882 roku.
Opublikowała tomiki poezji: Z máje žití (1871), Ze Šumavy (1873), Ke slovanskému jihu (1880), Vlny v proudu (1885), Letorosty (1887), Bajky velkých (1889), Na živé struně (1895), Rozpomínky (1896), Zvěsti a báje (1916), Ozvěny doby (1922), Sny po divadle (1922). Pisała również powieści dla dziewcząt: Svéhlavička (1899), Celínčino štěstí (1902) Jediná (1904) oraz książki dla dzieci: Z pohádky do pohádky (1892), Mateřídoušky (1892), Pohádky zimního večera (1892).
Pośmiertnie, w 1928 roku wydano jej wspomnienia Co přinesla léta.